# ぬっぺふほふ

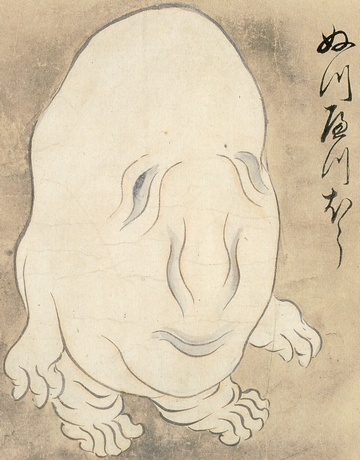
佐脇嵩之『百怪図巻』より「ぬつへつほう」

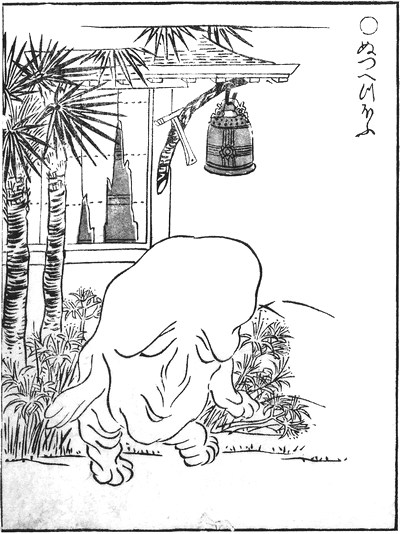
鳥山石燕『画図百鬼夜行』より「ぬつへつほふ」

水木しげるロードに設置されている「ぬっぺっぽう」のブロンズ像。

ぬっぺふほふまたはぬっぺっぽうは、『画図百鬼夜行』や『百怪図巻』などの江戸時代の妖怪絵巻にある妖怪。顔と体の皺の区別のつかない、一頭身の肉の塊のような姿で描かれている。

## 概要
絵巻には名前と絵があるに過ぎず、解説文の記述はほとんどないが、その名前や、洒落本『新吾左出放題盲牛』(1781)に「ぬっぺっぽうといふ化けもの有り。目もなく耳も無く」とあることから、のっぺらぼうの一種と見られている。乾猷平は、紫水文庫所蔵の古写絵本（年代不明）に「ぬっべっほう」という妖怪が描かれており、「古いヒキガエルが化けたものとも、狐狸の類ともいう」とあることを紹介している。この「ぬっべっほう」の絵は、「皺の多い琉球芋に短い四肢を配したやうな化物」と表現されている。また先述の『新吾左出放題盲牛』には「死人の脂を吸い、針大こくを喰う。昔は医者に化けて出てきたが、今はそのまま出てくる……」などと書かれている。
また妖怪研究家の多田克己は、のっぺらぼうは現在では顔に目鼻がまったくない妖怪として知られているが、古くはこのぬっぺふほふのように顔と体の区別のつかない形態のものだったとしている。顔に白粉をぬっぺりと塗った様を「白化」というが、この「白化」には「しらばっくれる、とぼける」「明け透けに打ち明けて言うと見せかけて騙す」「露骨になる」「白粉で装う」「白い化物」などの意味がある。その「白化」の意味の体現により、ぬっぺふほふはまず人間に成りすまして（しらばっくれて）通行人に近づき、親しげに会話をし（明け透けに打ち解け）、相手が油断したところで正体を現し（露骨になり）、本来の姿（白粉をべったり塗ったような白い化物）を見せるのだという。
昭和・平成以降の文献によっては、ぬっぺふほふは廃寺などに現れる妖怪などと記述されているが、これは民俗学者・藤沢衛彦の著書『妖怪画談全集 日本篇 上』で「古寺の軒に一塊の辛苦の如くに出現するぬっぺらぱふ」と解説されていることに由来するものであり、藤沢が「寺に現れる」と述べたのは、『画図百鬼夜行』の背景からの連想に過ぎない創作と指摘されている。また文献によっては、死肉が化けて生まれた妖怪で、この妖怪が通った跡には腐肉のような臭いが残るなどと記述されているが、一次出典は不明。

## 類話
文化時代の随筆『一宵話』に、ぬっぺふほふに似たものが現れた話がある。
1609年（慶長14年）、駿府城の中庭に、肉塊のような者が現れた。形は小児のようで、手はあるが指はなく、肉人とでもいうべきものだった。警戒の厳しい城内に入り込む者は妖怪の類であろうと思われたが、捕まえようにもすばやく動いて捕まえられない。当時の駿府城に住んでいた徳川家康が、その者を外へ追い出すよう命じたため、家来たちは捕獲をあきらめて城から山のほうへと追い出した。
後にこの話を聞いた薬学に詳しい者は、それは中国の古書にある「封（ほう）」というもので、白沢図にも記載があり、この肉を食べれば多力を得る仙薬になったと口惜しがったという。